# Grumman F-14 Tomcat
Grumman F-14 Tomcat je nadzvučni, dvomotorni zrakoplov s dva sjedala i s promijenjivom geometrijom krila. Od 1972. do 2006. godine bio je glavni lovac presretač i izviđački zrakoplov američke ratne mornarice. Ušao je u službu 1972. godine zamijenivši F-4 Phantom II. Umirovljen je 22. rujna 2006. godine, a zamijenio ga je F/A-18 Hornet i F/A-18 Super Hornet. 

## Dizajn
F-14 Tomcat dizajniran je za dvije svrhe, kao borbeni lovac za zračnu nadmoć, i mornarički lovac presretač. Pilotska kabina sadrži 2 sjedala i na takvom je položaju da omogućuje pilotu vidljivost u svih 360 stupnjeva. Promjenjiva geometrija krila automatski se podešava ili za presretanje pri visokim brzinama kada su krila pomaknuta prema straga ili za nagle promijene smjera pri manjim brzinama, kao kod zračnih borbi dvaju zrakoplova (engl. dogfight), kada su pomaknuta naprijed. Zrakoplov je napravljen kako bi poboljšao borbene performanse svog prethodnika F-4 Phantoma. F-14 ima bolju brzinu uspinjanja što mu omogućuje konstrukcija krila, a veću stabilnost omogućuju mu dva repa. 
Iskustva pilota iz vijetnamskog rata sa zrakoplovima F-4 koji nisu imali u naoružanju top nego su ga naknadno ugrađivali za vanjski dio zrakoplova (što je bilo vrlo korisno, ali ne i optimalno), upozoravalo je konstruktore da na zrakoplovu F-14 ugrade unutarnji 20 mm M61 Vulcan gatling top s lijeve strane. Uz top za naoružanje ovog zrakoplova predviđeni su rakete Phoenix, Sparrow, i Sidewinder.
Američka mornarica je zahtijevala da F-14 ima omjer potiska i težine 1 ili veći, čemu je tek kasnije udovoljeno kada je F-14 ušao u službu, zbog zaostataka u razvoju motora. Takav omjer potiska i težine omogućuje pilota da u zračnoj borbi s drugim zrakoplovom koristi osim horizontalnih dimenzija i vertikalne. U dizajn zrakoplova F-14 ugrađena su sva iskustva američkih pilota iz vijetnamskog sukoba, gdje su otkrivene mnoge slabosti zrakoplova F-4 u odnosu na zrakoplove MiG-17 sjevernovijetnamske vojske. 

## Inačice
Ukupno je prozivedeno 712 F-14 u Grummanovoj tvornici u Calvertonu na Long Islandu od 1969. do 1991.godine. 
- YF-14A: Prototip i preproizvodni model (12 proizvedeno)

- F-14A: Originalna proizvodna dvosjedna varijanta konstruirana za Američku ratnu mornaricu kao lovac presretač. Kasnije su rađene modifikacije ovog modela. 545 zrakoplova je isporučeno američkoj mornarici i 79 Iranu. Zadnja 102 modela isporučeni su s poboljšanim motorom (TF30-P-414A).

- F-14 + Plus ili F-14B: Varijanta F-14A poboljšana novim motorom GE F110-400. 38 novih zrakoplova je proizvedeno, dok 48 F-14A unapređeno u B varijantu. U kasnim 1990-ima 67 F-14B varijante zrakoplova unapređene su kako bi im se povećao rok upotrebe. Ti modeli bilo su poznati kao F-14B Upgrade.

- F-14D Super Tomcat: Izvorni motori TF-30 zamijenjeni su GE F110-400 kao i na F-14B. Nova varijanta uključivala je i novi sustav avionike i novi radar. Ukupno je proizvedeno 37 novih zrakoplova i 18 F-14A unaprijeđeno je u D varijantu.

## Tehničke karakteristike (F-14D)
Osnovne karakteristike
- posada: 2
- dužina: 19,1 m
- raspon krila: 
19,55 m (raširena)
11,58 m (uvučena)
- površina krila: 54,5 m2 (raširena)
- visina: 4,8 m
- aeroprofil: NACA 64A209.65 mod (korjen krila), 64A208.91 mod (vrh krila)

Letne karakteristike
- najveća brzina: 2.485 km/h
- dolet: 2.960 km
  - borbeni dolet: 926 km
- brzina penjanja: 229 m/s
- najveća visina leta: 15.200 m
- specifično opterećenje krila: 553,9 kg/m
- motor: 2× General Electric F110-GE-400 turbomlazni motor s naknadnim izgaranjem

## Ostale inačice
- F-14B
- F-14B Upgrade
- F-14D Super Tomcat

## Slike
- F-14A iznad Iraka
- F-14D u niskom preletu
- F-14 sprijeda
- F-14A
- F-14 ispaljuje raketu zrak-zrak AIM-7 Sparrow